# Nacionalno vijeće Švicarske
Nacionalno vijeće (njem. Nationalrat, fra. Conseil national, tal. Consiglio nazionale, roh. Cussegl naziunal) je donji dom švicarske Savezne skupštine. Sastoji se od 200 zastupnika koji su raspoređeni po kantonima razmjerno broju stanovnika.

## Izborni sustav
Savezni ustav određuje da švicarski građani biraju 200 zastupnika svake četiri godine. Od 1918. godine primjenjuje se razmjerni izborni sustav bez izbornog praga. Za razliku od izbora u Vijeće država, izborna pravila nisu određena kantonalnim već saveznim zakonom.
Redovni izbori uvijek se održavaju pretposljednje nedjelje u listopadu.
Svaki kanton čini zasebnu izbornu jedinicu, a broj zastupnika po kantonu razmjeran je broju stanovnika koji žive na području kantona. Kandidati moraju prikupiti određen broj potpisa građana iz izborne jedinice u kojoj se žele kandidirati. Minimalan broj potpisa ovisi o broju zastupnika koje izborna jedinica bira, od 100 do 400 potpisa.

### Broj zastupnika po kantonu
| Kanton           | Broj zastupnika | Stanovništvo (2020.) |
| ---------------- | --------------- | -------------------- |
| Zürich           | 35              | 1 553 423            |
| Bern             | 24              | 1 043 132            |
| Vaud             | 18              | 814 762              |
| Aargau           | 16              | 694 072              |
| St. Gallen       | 12              | 514 504              |
| Ženeva           | 12              | 506 343              |
| Luzern           | 10              | 416 347              |
| Ticino           | 8               | 350 986              |
| Valais           | 8               | 348 503              |
| Fribourg         | 7               | 325 496              |
| Basel-Landschaft | 7               | 290 969              |
| Thurgau          | 6               | 282 909              |
| Solothurn        | 6               | 277 462              |
| Graubünden       | 5               | 200 096              |
| Basel-Stadt      | 5               | 196 735              |
| Neuchâtel        | 4               | 175 894              |
| Schwyz           | 4               | 162 157              |
| Zug              | 3               | 128 794              |
| Schaffhausen     | 2               | 83 107               |
| Jura             | 2               | 73 709               |
| Appenzell AR     | 1               | 55 309               |
| Nidwalden        | 1               | 43 520               |
| Glarus           | 1               | 40 851               |
| Obwalden         | 1               | 38 108               |
| Uri              | 1               | 36 819               |
| Appenzell IR     | 1               | 16 293               |